# سیارک ۲۵۰۰
سیارک ۲۵۰۰ (به انگلیسی: 2500 Alascattalo، نامگذاری:1926GC) دو هزار و پانصدمین سیارک کشف شده‌است که در ۲ آوریل ۱۹۲۶ و در هایدلبرگ کشف شد.
قدر مطلق سیارک برابر ۱۲٫۸۰ است.